# John Russell Napier
John Russell Napier M.R.C.S., L.R.C.P. (* 1917 in Old Windsor, Berkshire; † 29. August 1987 auf der Isle of Mull) war ein britischer Arzt und Zoologe, der sich in seiner Laufbahn auch als Paläoanthropologe hervortat – beispielsweise als Mitentdecker des Homo habilis als eigenständiger Art. Er war darüber hinaus einer der Begründer der modernen Primatologie, der das Fach fest als eigenständige Disziplin etablierte. Das Phänomen des Bigfoot untersuchte er als einer der wenigen Forscher ausführlich und aus wissenschaftlicher Perspektive.

## Leben und wissenschaftliches Werk

### Medizinische Ausbildung und früher wissenschaftliche Tätigkeit
Nach dem Schulbesuch in Canford studierte Napier Medizin am St Bartholomew’s Hospital, wo er 1943 promoviert wurde und im Anschluss nacheinander zum „House Surgeon“, zum „Senior House Surgeon“ und zum Chefassistent der orthopädischen Abteilung des assoziierten Hill End Hospital aufstieg. 1946 gründete er auf Wunsch des Medical Research Council dort eine Abteilung für Verletzungen des Peripheren Nervensystems. Im gleichen Jahr begann er eine Tätigkeit als Demonstrator an der anatomischen Abteilung der London School of Medicine for Women und war in der Folgezeit mit Cyril Barnett unter der Leitung von David Vaughan Davies als Lecturer (Dozent) am St Thomas’ Hospital tätig.

### Primatologische Forschung
Nach einer einjährigen Gastprofessur an der Iowa State University begann er 1952 eine Forschungs- und Dozententätigkeit als „Reader“ am Royal Free Hospital, das eine Kooperation mit seiner alten Arbeitsstelle, der London School of Medicine for Women, hatte. Sein Forschungsschwerpunkt war insbesondere die Anatomie von Hand und Fuß. Da er der Überzeugung war, die menschliche Anatomie sei nicht ohne Kenntnis der mit dem Menschen nah verwandten Spezies (also insbesondere der Primaten) zu verstehen, wurde auf seine Initiative hin die Unit of Primatology des Royal Free Hospital gegründet, der er von 1952 bis 1967 vorstand. Dies war die erste Einrichtung dieser Art in Großbritannien, die außerdem zahlreiche Studenten für das Forschungsgebiet gewann und aus der daher zahlreiche namhafte Primatologen hervorgingen. Napier selbst tat sich auch besonders auf dem Gebiet der Vergleichenden Anatomie hervor und war regelmäßiger Besucher den London Zoo, wo er die Bewegung und vor allem die Grifftechniken der Primaten studierte.
1956 führte er die fachliche Benennung der beiden grundsätzlich verschiedenen Formen des Greifens mit der Hand ein: den power grip (Kraftgriff) und den precision grip (Präzisionsgriff). 1963 veröffentlichte er gemeinsam mit Nigel Barnicott den gemeinsamen primatologischen Aufsatz „The Primates“ bei der Zoological Society of London. Zudem legte er eine Sammlung von Filmaufnahmen über die Fortbewegung von Primaten an,  darunter auch Werke seines Freundes David Attenborough.

### Paläoanthropologie
Aufgrund seiner interdisziplinären Kenntnisse von Medizin und Biologie wurde er Ende der 1950er Jahre von Wilfrid Le Gros Clark darum gebeten, die von Louis Leakey in Kenia gefundenen vorderen Gliedmaßen eines Proconsul africanus zu untersuchen. Zusammen mit Peter R. Davis veröffentlichte er daraus resultierend 1959 die Untersuchung „The Fore-Limb Skeleton and Associated Remains of Proconsul africanus“, wofür er als Dank einige Knochen des untersuchten Vormenschen, darunter die Hände, erhielt.
1964 führte Napier, der sich nunmehr auch stärker für Paläoanthropologie zu interessieren begann, zusammen mit Leakey und Phillip Tobias die Untersuchung einiger ostafrikanischer Fossilien durch, wobei sich herausstellte, dass sie zu einer neuen Art gehören. Dies bedeutete die Entdeckung des Vormenschen Homo habilis, die jedoch erst nach einigen Jahrzehnten in der Fachwelt allgemein anerkannt wurde. Als erstrangiger Experte auf diesem Gebiet war Napier in diesem Projekt für die Untersuchung der Hand- und Fußknochen zuständig. Zwischen 1962 und 1967 betreute er zudem die Doktorarbeit von Alan Walker über die Fortbewegungsweisen fossiler und heute lebender Lemuren.
Von 1967 bis 1969 war er Direktor des Primate Biology Program und Konservator der Säugetier-Abteilung der Smithsonian Institution in den Vereinigten Staaten und von 1969 bis 1973 Leiter einer vergleichbaren Einrichtung (der Primate Biology Unit) am Queen Elizabeth College der Londoner Universität. Außerdem war Napier Mitgründer und erster Präsident der 1967 entstandenen Primate Society of Great Britain und erreichte in einer Reihe von Royal Institution Christmas lectures (Fernsehvorlesungen, die 1970/71 von der BBC ausgestrahlt wurden) auch ein breiteres Publikum. Gleiches gilt die von ihm präsentierten Sendungen zu biologischen Themen, „Life“ im Jahr 1966 und „Animal Game“ 1973/74. Von 1973 bis zu seiner Pensionierung 1978 war er Gastprofessor für die Biologie der Primaten am Birkbeck College.

### Forschungen und Analyse des Bigfoot-Phänomens
Schwerpunkte seiner anatomischen und systematischen Forschung waren der Stütz- und Bewegungsapparat von Menschen und Primaten sowie Beweglichkeit und Greifvermögen von deren Fingern und Zehen. Insbesondere seine Klassifizierungen menschlicher Grifftechniken und des Stütz- und Bewegungsapparates haben sich in der Forschung durchgesetzt. Daneben publizierte er auch zu anderen Themen der Primatologie (so zur Evolution der Altweltaffen und den Rhesusaffen) sowie der Paläoökologie, Medizin und Hominisation.
John Russell Napier war einer der ersten Wissenschaftler, der dem Bigfoot-Phänomen ernsthafte Aufmerksamkeit schenkte. Er befragte angebliche Augenzeugen, besuchte angebliche Sichtungsorte und analysierte von biologisch-anatomischer Perspektive aus angebliche Aufnahmen. Während seiner Tätigkeit an der Smithsonian Institution untersuchte er den bekannten Patterson-Gimlin-Film, ein Video, das Bigfoot zeigen soll. Napier stufte es nach eingehender Untersuchung als Hoax ein, ohne jedoch seiner Aussage nach dafür einen konkreten Beweis nennen zu können. In einem 1973 erschienenen Buch kam er zusammenfassend zu dem Ergebnis, dass die verschiedenen Zeugnisse keinen Beweis für die Existenz des Bigfoot darstellen, sie aber auch nicht einfach von der Hand zu weisen seien.

### Privatleben
Napier war seit 1936 verheiratet mit der ein Jahr älteren Prudence Hero Napier, die ebenfalls eine führende Primatologin und an der Gründung der Unit of Primatology des Royal Free Hospital beteiligt war. Mit ihr zusammen verfasste er zahlreiche gemeinsame Publikationen, unter anderem 1967 das Handbook of Living Primates, das ein Standardwerk wurde. John Russell Napier starb 1987 im Alter von 70 Jahren.
Neben seinen wissenschaftlichen Aktivitäten war er auch als Zauberkünstler tätig und von 1951 bis 1967 Mitglied des Magic Circle, in dessen Rat er 1958 als stellvertretender Vorsitzender saß. Seine Vorführungen waren jedoch entweder kostenlos oder kamen wohltätigen Zwecken zugute.

## Schriften (Auswahl)
- mit Peter R. Davis: The Fore-Limb Skeleton and Associated Remains of Proconsul africanus. In: Fossil Mammals of Africa. Nr. 16. British Museum (Natural History), London 1959, S. 1–69.
- mit L. S. B. Leakey und P. V. Tobias: A new species of the genus Homo from Olduvai Gorge. In: Nature. Band 202, Nr. 1, 1964, S. 7–9; doi:10.1038/202007a0 (PDF; 344 kB).
- mit N. A. Barnicot (Hg.): The primates (= 10. Symposium of the Zoological Society of London). The Zoological Society of London, London 1963.
- mit Prudence Hero Napier: A Handbook of Living Primates. Academic Press, New York 1967.
- mit Prudence Hero Napier: Old World Monkeys. Evolution, Systematics, and Behavior. Academic Press, New York 1970.
- Roots of Mankind. Smithsonian Institution Press, Washington 1971.
- Bigfoot. The Yeti and Sasquatch in Myth and Reality. E P Dutton, New York 1973.
- Monkeys without Tails. Taplinger Pub. Co., New York 1976.
- Primate Locomotion (= Oxford Biology Readers, 41). Oxford University Press, London 1976.
- Primates and Their Adaptations. Carolina Biological Supply Co., Burlington (NC) 1977.
- Hands. Pantheon Books, New York 1980.
- mit Prudence Hero Napier: The Natural History of the Primates. MIT Press, Cambridge (Massachusetts) 1985.